# تشيب ونايت
تشيب ونايت (بالإنجليزية: Chip Knight)‏ هو متزحلق جبال الألب أمريكي، ولد في 11 يناير 1975 في ستامفورد في الولايات المتحدة.

## وصلات خارجية
- تشيب ونايت على موقع الاتحاد الدولي للتزلج (التزلج على المنحدرات الثلجية) (الإنجليزية)
- تشيب ونايت على موقع أوليمبيديا (الإنجليزية)